# Scottiola ceylonica
Scottiola ceylonica är en insektsart som först beskrevs av Lucien Chopard 1936.  Scottiola ceylonica ingår i släktet Scottiola och familjen syrsor. Inga underarter finns listade i Catalogue of Life.